# Trójniak (Wzgórza Trzebnickie)
Trójniak – przełęcz w obrębie Wzgórz Trzebnickich położona pomiędzy wschodnim krańcem Kozich Czubów, po ich północnej stronie, a północnym pasem wzgórz biegnącym pomiędzy miejscowościami Piekary i Przecławice. Najwyższy punkt przełęczy położony jest na wysokości bezwzględnej wynoszącej 220,0 m n.p.m.. Pod względem podziału administracyjnego Polski jest ona położona w Gminie Oborniki Śląskie, powiecie Trzebnickim, województwie Dolnośląskim (zobacz: podział administracyjny województwa dolnośląskiego).
Nazwa własna przełęczy – Trójniak – jest nazwą niestandaryzowaną, gdyż została ustalona i ujęta w państwowym rejestrze nazw geograficznych na podstawie wywiadu terenowego. Odnosi się do ukształtowania terenu określonego jako przełęcz. W rejestrze tym przypisano jej identyfikator: PRNG – 235598, identyfikator IIP – PL.PZGiK.320.NGRP.235598. Podaje on następujące współrzędne geograficzne punktu głównego przełęczy: szerokość geograficzna – 51°19'01" N, długość geograficzna – 16°58'32" E.
Przez przełęcz przebiega droga prowadząca z Piekar, numer 1346D, która w rejonie przełęczy po stronie południowo-wschodniej, łączy się z drogą numer 1345D, prowadzącą z Przecławic do miejscowości Kowale, przebiegającą przez Kowalską Przełęcz, zamykającą Kozie Czuby po stronie południowo-wschodniej. Przebiegają tędy szlaki turystyczne, w tym szlaki rowerowe.